# Mont-Saint-Martin (Ardeny)
Mont-Saint-Martin – miejscowość i gmina we Francji, w regionie Grand Est, w departamencie Ardeny.
Według danych na rok 1990 gminę zamieszkiwały 83 osoby, a gęstość zaludnienia wynosiła 6 osób/km².